# Salama
Salama (iz talijanskog salame slana kobasica ili usoljeno meso, i latinskog salare „soliti“) vrsta je trajne kobasice.
Proizvodi se u brojnim varijantama i fermentacijama uz pomoć određenih mikroorganizama. Izvorna talijanska salama uvijek je sadržavala meso od magarca ili mule. 
Danas se salame proizvode od svinjetine i govedine. Obično su sušene na zraku. 
Pri proizvodnji salama, dodaju se brojni začini uključujući i salitru. Obično se sastoje od prilično grubo nasjeckanog mesa. Klasične salame imaju na kori sivo-bijelu plijesan.
Svakodnevna konzumacija kobasice ili salame, povećava rizik od raka gušterače za gotovo 20 posto. Salama kod djece uzrokuje opasnost od raka crijeva.

## Talijanske salame
U Italiji postoji najmanje 40 vrste salama. Razlikuju se po veličini mljevenog mesa, u iznosu od svinjetine i govedine, u trajanju sušenja i po dodanim začinima.

## Mađarske salame
Prve mađarske proizvedene su u i do danas proizvodu se u Segedinu. Mađar imena Marko Pick je imao ideju za osnivanje tvrtke za proizvodnju do tada u Mađarskoj nepoznatih talijanskih kobasica i počeo s masovnom proizvodnjom 1883. Mađarske salame se razlikuju od talijanskih uglavnom po mješavini začina.

## Hrvatske salame
U Petrinji je 1893. Đuro Gavrilović u svojem mesarskim obrtu počeo s proizvodnjom zimske salame. Sisačka salama dobila je oznaku Izvorno hrvatsko.